# Kim Kang-min
Đây là một tên người Triều Tiên, họ là Kim.
Kim Kang-min (tiếng Hàn: 김강민; sinh ngày 2 tháng 12 năm 1998) là một nam diễn viên người Hàn Quốc. Anh xuất hiện lần đầu với bộ phim truyền hình Hot Stove League (2019–2020) và được biết đến với các vai diễn trong loạt phim truyền hình Những bác sĩ tài hoa (2020–2021) và loạt phim chiếu mạng BL To My Star (2021–2022).

## Danh sách phim

### Phim
| Năm  | Tiêu đề phim | Vai        | Ghi chú         | Tham chiếu. |
| ---- | ------------ | ---------- | --------------- | ----------- |
| 2021 | To My Star   | Han Ji-woo | Phim chiếu mạng | [ 2 ]       |

### Phim truyền hình
| Năm       | Tiêu đề phim                             | Vai                         | Ghi chú         | Tham chiếu. |
| --------- | ---------------------------------------- | --------------------------- | --------------- | ----------- |
| 2019      | Drama Stage – My Uncle is Audrey Hepburn | Bạn cùng lớp của Oh Joon-ho | Kịch            |             |
| 2019–2020 | Hot Stove League                         | Lee Chang-kwon              |                 | [ 3 ]       |
| 2020      | She Knows Everything                     | Bae Jin-woo                 |                 | [ 4 ]       |
| 2020      | Ký sự thanh xuân                         | Người mẫu                   | Cameo (tập 2)   |             |
| 2020      | Bạn trai tôi là Hồ Ly                    | Pyo Jae-hwan                |                 | [ 5 ]       |
| 2020–2021 | Những bác sĩ tài hoa                     | Im Chang-min                | 2 mùa           | [ 6 ]       |
| 2021      | Dark Hole                                | Min-kyu                     |                 | [ 7 ]       |
| 2021      | Chờ mùa xuân xanh                        | Bạn trai cũ của Gong Mi-joo |                 |             |
| 2021      | Drama Special – F20                      | Seo Do-hoon                 | [ chú thích 1 ] | [ 8 ]       |
| 2021–2022 | Học đường 2021                           | Ji Ho-sung                  |                 | [ 9 ]       |
| 2022      | O'PENing – XX+XY                         | Min Hwa-jin                 | Phần 5, kịch    | [ 10 ]      |
| 2022      | Thìa vàng                                | Park Jang-goon              |                 | [ 11 ]      |
| 2023      | Family: The Unbreakable Bond             | Kwon Ji-hoon                |                 | [ 12 ]      |
| 2023      | Drama Special – Joseon Chefs             | Gye-am                      | Phần 14         | [ 13 ]      |

### Phim chiếu mạng
| Năm       | Tiêu đề phim            | Vai             | Ghi chú  | Tham chiếu.   |
| --------- | ----------------------- | --------------- | -------- | ------------- |
| 2020      | Growing Season          | Park Soo-ha     |          | [ 14 ]        |
| 2020      | Half-Fifty              | Lee Geun-nam    |          | [ 15 ]        |
| 2021      | Ước gì ngày mai tận thế | Kang Joon-young |          |               |
| 2021–2022 | To My Star              | Han Ji-woo      | Phần 1–2 | [ 16 ] [ 17 ] |

### Xuất hiện trong video âm nhạc
| Năm  | Tiêu đề           | Nghệ sĩ | Tham chiếu. |
| ---- | ----------------- | ------- | ----------- |
| 2022 | "The Story of Us" | Hynn    | [ 18 ]      |

## Giải thưởng và đề cử
| Tên lễ trao giải | Năm  | Hạng mục                        | Tác phẩm được đề cử                   | Kết quả | Tham chiếu. |
| ---------------- | ---- | ------------------------------- | ------------------------------------- | ------- | ----------- |
| KBS Drama Awards | 2021 | Nam diễn viên phụ xuất sắc nhất | Học đường 2021 và Drama Special – F20 | Đề cử   | [ 19 ]      |